# José María Iturralde Lara
José María Iturralde Lara (6 de octubre de 1826 - 4 de noviembre de 1916) fue un político mexicano, nacido y muerto en Valladolid, Yucatán. Fue gobernador de Yucatán en varias ocasiones: la primera en 1877, después en 1897 y otra vez, de 1898 al 1902, como interino en tres instancias durante el gobierno del general Francisco Cantón Rosado. Fue padre de José María Iturralde Traconis quien también fue gobernador del estado de Yucatán en 1924.

## Datos biográficos
Fue un político de filiación liberal, aunque tuvo vínculos cercanos con otros políticos que militaron en el partido conservador, tal el caso del general Francisco Cantón Rosado a quien sustituyó interinamente durante las ausencias de éste en la gubernatura.

Se inició desde muy joven en la actividad política. Fue diputado al Congreso de Yucatán. Durante la administración del gobernador Manuel Romero Ancona (1878 - 1882) fue vicegobernador y en esa función ejerció el mando político en el estado en dos ocasiones. Más tarde, en el gobierno de Carlos Péon Machado, éste tuvo que presentar su renuncia desde la Ciudad de México como resultado de actos de represión en contra del pueblo durante una manifestación que se había dado en favor del general Francisco Cantón Rosado. Entonces, José María Iturralde es nombrado gobernador interino en 1897 y toca a él entregar el poder al candidato triunfante de las elecciones de 1898 (Cantón Rosado). Esto se consideró como una demostración del aprecio que el presidente Porfirio Díaz tenía por Iturralde Lara, a quien consideraba un político confiable, independientemente de su filiación. 
Esta confianza que la gente en el poder público del México pre-revolucionario tenía en él, volvió a manifestarse cuando ya siendo gobernador del estado Francisco Cantón Rosado, de filiación política totalmente opuesta, José María Iturralde lo suplió interinamente en el cargo durante tres ocasiones en que el gobernador debió ausentarse de Yucatán: del 1 de septiembre al 1 de noviembre de 1899; del 12 de noviembre al 24 de diciembre de 1900; y finalmente del 20 de agosto al 30 de septiembre de 1901.